# Joan Baptista Llorens
Joan Baptista Llorens Albiol (* 28. Oktober 1897 in Villarreal; † 17. Dezember 1937 in Madrid) war ein spanischer Radrennfahrer und nationaler Meister im Radsport.

## Sportliche Laufbahn
Von 1920 bis 1926 war er als Berufsfahrer aktiv. 1921 siegte er in der nationalen Meisterschaft im Sprint. 1922, 1923 und 1924 verteidigte er den Titel. 1925 wurde er Vizemeister. 
Die nationale Meisterschaft im Straßenrennen gewann er 1924 vor Telmo García. 1926 wurde er Vize-Meister hinter José Saura.